# Belek
Belek is een stad in Turkije aan de Middellandse Zee. De stad ligt 30 km ten oosten van de stad Antalya en op 30 km van Side. Het is een van de nieuwste vakantieoorden aan de 'Turkse Rivièra'. Toerisme is er een belangrijke economische sector.

## Natuur
In de naaste omgeving van Belek zijn diverse natuurgebieden te vinden met zandduinen begroeid met pijnbomen en eucalyptuswouden. In deze natuurgebieden leven vele zeldzame vogelsoorten. Langs de kust komt de onechte karetschildpad (Caretta caretta) voor.
In de buurt van Belek zijn vele bronnen en enkele watervallen. De twee Düden-watervallen liggen ruim 10 km ten Noorden van Antalya, de Kursunlu-waterval ligt ruim 20 km van Antalya. Er zijn meer dan 100 vogelsoorten die hier leven. Aan de achterkant van de watervallen zijn enkele grotten.

## Toerisme en recreatie
Naast zee en strand zijn de natuurgebieden met hun watervallen en grotten populair onder toeristen.
In de buurt van Belek, tussen Side en de Hellenistische stad Perge, ligt verder een groot amfitheater met plaats voor meer dan 15.000 toeschouwers. Het werd in de 2de eeuw gebouwd.

## Klimaat
| Maand                         | jan | feb | mrt | apr | mei | jun | jul | aug | sep | okt | nov | dec | Jaar  |
| ----------------------------- | --- | --- | --- | --- | --- | --- | --- | --- | --- | --- | --- | --- | ----- |
| Gemiddeld maximum (°C)        | 13  | 14  | 17  | 20  | 25  | 30  | 33  | 34  | 30  | 25  | 20  | 15  | 23    |
| Gemiddeld minimum (°C)        | 8   | 9   | 10  | 13  | 17  | 21  | 24  | 24  | 21  | 18  | 14  | 10  | 15,75 |
|                               |     |     |     |     |     |     |     |     |     |     |     |     |       |
| Neerslag (mm)                 | 188 | 62  | 45  | 17  | 16  | 5   | 1   | 1   | 7   | 50  | 62  | 99  | 553   |
| Bron: Weer in Belek (maanden) |     |     |     |     |     |     |     |     |     |     |     |     |       |

### Golf
Belek is internationaal bekend om de bijna twintig golfbanen. De oudste en meest bekende is de National Golf Club Antalya. Hier is in 2014 de derde editie van de Turkish Airlines Challenge gespeeld en in mei vindt hier regelmatig het Turkish Ladies Open van de Ladies European Tour plaats. Op de Gloria Golf Club speelt de Pro Golf Tour al jarenlang de twee toernooien van de Sueno Classic. 

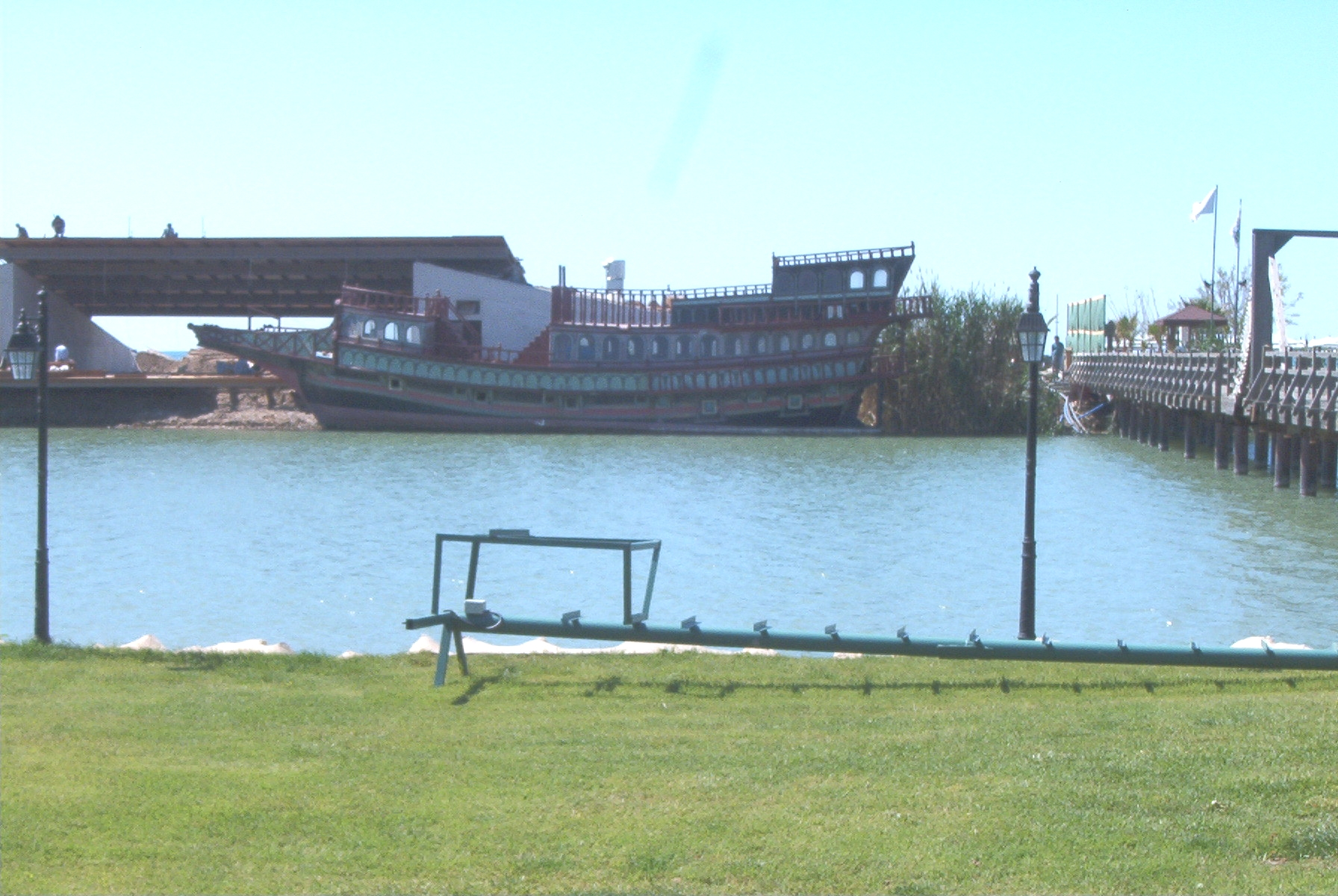
Replica van een schip aan het strand van Belek
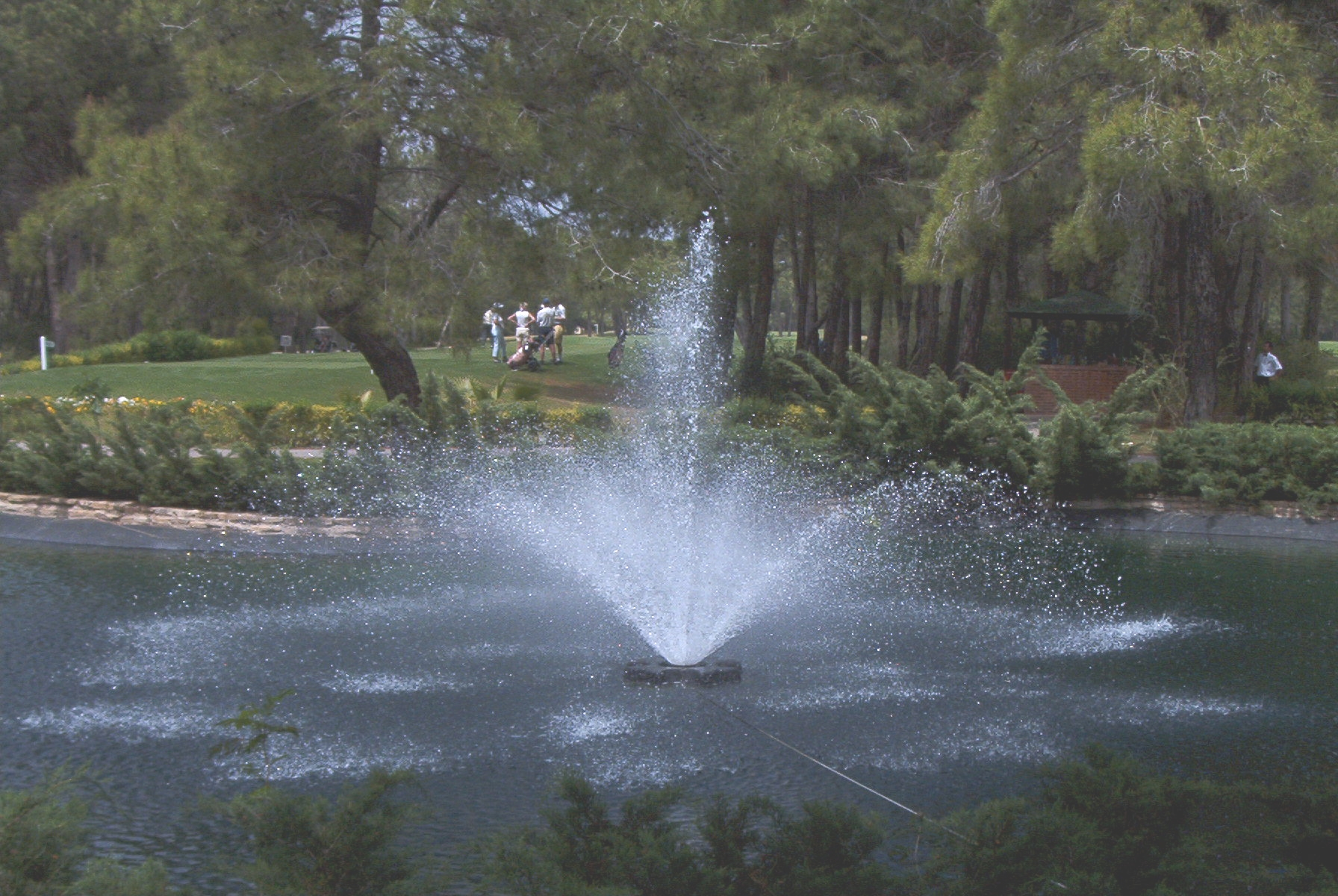
Golfbaan van Gloria Golf Resort in Belek
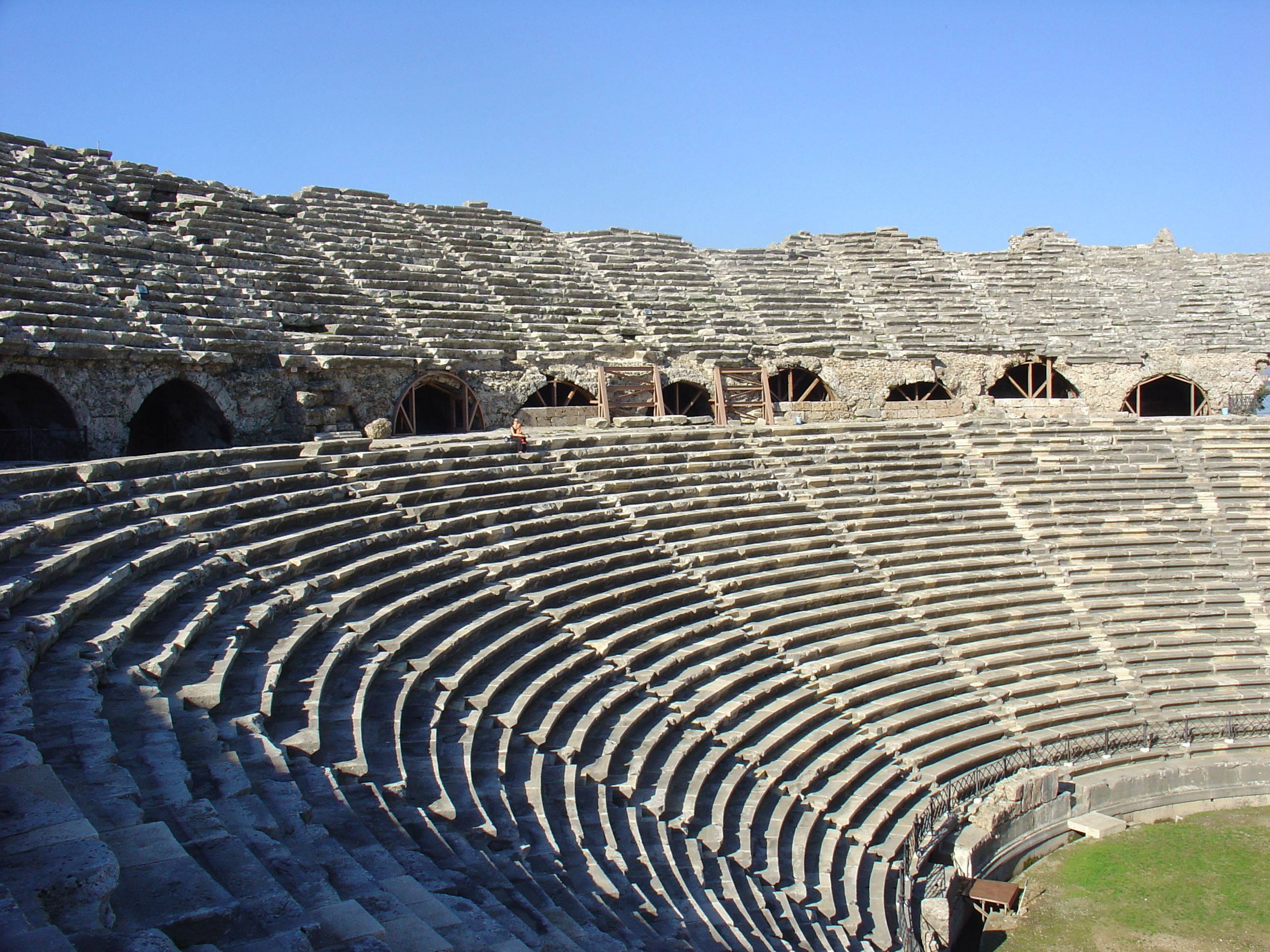
Amfitheater